# Brigitte Horney
Brigitte Horney, född 29 mars 1911 i Dahlem, Berlin, Kejsardömet Tyskland, död 27 juli 1988 i Hamburg, Västtyskland, var en tysk skådespelare. Hon var dotter till psykoanalytikern Karen Horney.
Horney tog lektioner i skådespeleri vid Ilka Grünings Schauspielschule 1928–1930. Hon filmdebuterade 1930 i Robert Siodmaks film Abschied. Därefter var hon under tidigt 1930-tal engagerad vid teaterscenerna Deutsches Theater och Volksbühne. Hon gjorde 1938–1940 ett antal filmer tillsammans med Joachim Gottschalk som blev mycket populära i Tyskland, i synnerhet deras första film Du och jag. År 1943 hade hon en av de större rollerna som Katharina II i storfilmen Münchhausen med Hans Albers.
Hon tilldelades 1972 det tyska hederspriset för film, Filmband in Gold. Horney var fortfarande aktiv som skådespelare, framförallt i tyska TV-produktioner då hon avled 1988. Hennes sista roll var i TV-serien Das Erbe der Guldenburgs.

## Filmografi (i urval)
- 1932 – Rasputins kärleksäventyr
- 1937 – Anna Favetti
- 1938 – Du och jag
- 1939 – Befriade händer
- 1941 – Flickan från Fanö
- 1943 – Münchhausen
- 1960 – SOS Ubåt
- 1963 – Sista tåget från Wien
- 1978 – Heidi (TV-serie)
- 1979 – Tom Sawyer och Huckleberry Finn (TV-serie)
- 1981 – Charlotte
- 1987 – Das Erbe der Guldenburgs (TV-serie)